# Badiucao

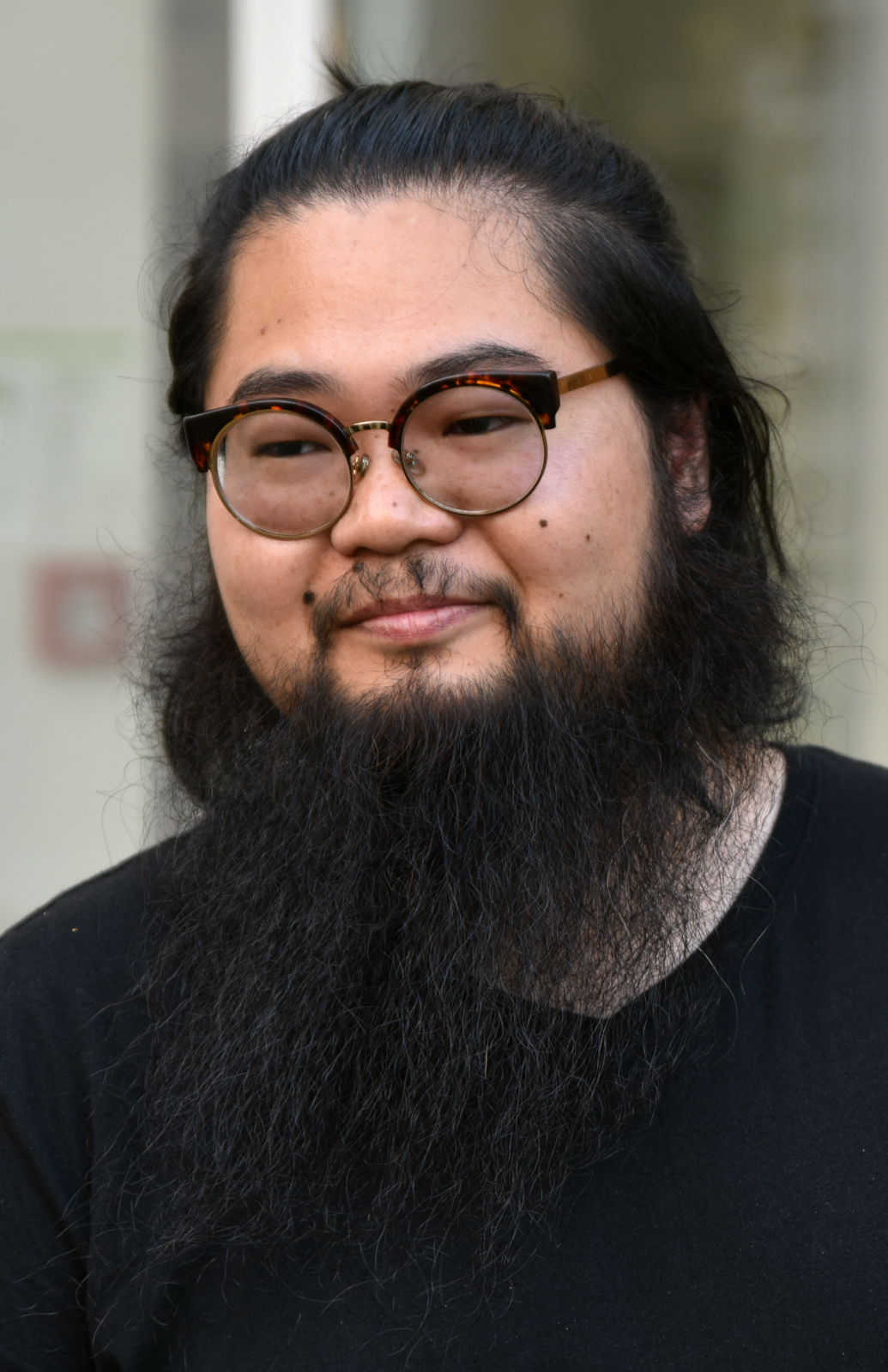
Badiucao (2022)

Badiucao (chinesisch 巴丟草, Pinyin Bādiūcǎo; * 1986 in Shanghai) ist ein chinesischer Cartoonist, Street-Art-Künstler und politischer Aktivist. In der Volksrepublik China sind seine häufig regierungskritischen Karikaturen und Zeichnungen verboten. Seine chinesischen Social-Media-Konten wurden von den chinesischen Sicherheitsbehörden gesperrt. Ausstellungen wurden verboten. Aufgrund der Verfolgung in seinem Heimatland lebt Badiucao in Australien im Exil. Sein Pseudonym Badiucao bezeichnet der Künstler als „Schutzmantel“. Der Name habe bewusst keine Bedeutung.

## Leben
Badiucao wurde nach Medienberichten 1986 geboren und wuchs im Großraum Shanghai auf. Politisch geprägt wurde er nach eigenen Angaben durch das Schicksal seines Großvaters. Dieser arbeitete demnach als Filmemacher und wurde nach Gründung der Volksrepublik China von der kommunistischen Staats- und Parteiführung in ein Umerziehungslager gesteckt. Badiucao erhielt nach eigenen Angaben keine formale künstlerische Ausbildung, sondern studierte zunächst Jura an der Ostchinesischen Universität für Politikwissenschaft und Recht. Als Student stieß Badiucao gemeinsam mit Kommilitonen zufällig auf eine Raubkopie des in China verbotenen Dokumentarfilms The Gate of Heavenly Peace, der sich mit der blutigen Niederschlagung der chinesischen Demokratiebewegung befasst. Dieses Ereignis habe ihn geprägt und für Distanz zur Politik der chinesischen Staats- und Parteiführung gesorgt. „Desillusioniert“ von der autokratischen Situation in der Volksrepublik China zog Baduicao 2009 nach Australien, zwei Jahre danach wurde er erstmals künstlerisch aktiv. International bekannt wurde Badiucao 2019, als er im Zuge der Demokratie-Proteste in der chinesischen Sonderverwaltungsregion Hongkong in großem Stil Cartoons und Karikaturen veröffentlichte, die sich kritisch mit dem Vorgehen der chinesischen Staatsführung auseinandersetzten.